# Цесисский замок
Це́сисский за́мок (латыш. Cēsu pils) или Ве́нденский за́мок (нем. Schloß Wenden) — средневековый замок в Латвии.
Орден меченосцев начал строительство замка до 1218 года, но своего расцвета замок достиг при следующих хозяевах — рыцарях Ливонского ордена. К началу Ливонской войны замок являлся сильнейшей крепостью Ливонии. В сентябре 1577 года около 300 человек, укрывшихся в замке, не желая попасть в руки осадившей его армии Ивана Грозного, подорвали замок при помощи пороха. После Северной войны замок уже не восстанавливали, только здание ворот первого форбурга было перестроено в жилой дом хозяев поместья — Новый замок. Идеи романтизма в XIX веке пробудили общественный интерес к замку и его прошлому, положив начало работам по сохранению и изучению строения. Ныне Цесисский замок — основной туристический объект в Цесисе и один из самых заметных объектов историко-культурного туризма в Латвии.

## История
Венден впервые упоминается в Ливонской хронике как замок, заложенный меченосцами при магистре Винно фон Рорбахе. Долгое время бытовало поверье, что именно в этом замке фон Рорбах погиб от руки одного из орденских братьев. Так, Марлинский в повести «Замок Венден» (1821) пишет: 
«Винно фон Рорбах, первый магистр меченосного ордена, построил Венден, первый замок в Ливонии. Любуясь величавыми его стенами, он не мыслил, что они скоро обратятся в его гроб…»
В русских летописях упоминается, что уже в 1221 году новгородцы пожгли селение Кесь около замка. После упразднения Ордена меченосцев (1237) Венденский замок, расположенный на пересечении дорог между Ригой, Дерптом и Псковом, привлёк внимание первого ландмейстера Ливонского ордена Германа фон Балка, который сделал его своей резиденцией. Вследствие этого из Вендена долгое время управлялись земли, простиравшиеся между Мемелем и Нарвой.
В 1261 году на Венден ходил походом великий князь литовский Миндовг.
«Золотой век» замка приходится на правление магистра Вальтера фон Плеттенберга (1494—1535), который достроил к замку круглые башни для артиллерии, создал сеть форбургов, чеканил в его стенах монету. Этот магистр, как и некоторые его предшественники, был похоронен в городской церкви святого Иоанна (конец XIII века).
Ежегодно в замке собирался орденский генеральный капитул. В 1566 году Ян Ходкевич созвал в замке ландтаг, упразднивший Рижское архиепископство и утвердивший подчинение правобережной части бывшей Ливонии Литве.
Во время битвы за Венден (1577) замок подвергся обстрелу русской армии под личным предводительством царя Ивана Грозного и получил сильные повреждения.
В XVII веке замок восстановили и укрепили его новые хозяева — шведы, пока разрушения польско-шведских войн и Северной войны не привели его в окончательную негодность.
Во времена правления российской императрицы Елизаветы Петровны замок стал поместьем канцлера Бестужева, однако в 1748 году сгорел и был надолго заброшен. Вернул его к жизни, после приобретения в 1777 году, барон Сиверс — была надстроена башня Ладемахера, а на месте примыкавшего к ней форбурга построен «Новый замок». «Новый замок» представляет собой двухэтажный дворец с мансардой, который в эпоху романтизма был надстроен «в готическом вкусе». Недалеко от замка также построили православную Спасо-Преображенскую церковь.
Реставрационные работы в замке проводились в 1912—1914, 1937, 1952—1962 годах. После обретения Латвией независимости орденский замок в Цесисе был отреставрирован в числе первых.

## Описание
Цессиский замок непрерывно перестраивался и модернизировался в первые три столетия своего существования. В это время были возведены главный замок и три просторных форбурга, занимавших в общей сложности 4 гектара.

### Главный замок
Ядро Цесисского замка составляет место проживания орденских братьев — главный замок, или кастелла. Он расположен на возвышенности, окружённой двумя естественными оврагами. Их крутые склоны защищали замок с севера и запада. С юга и востока замок прикрывал вырытый ров. Главный замок занимал территорию примерно 60x60 метров, что делало его одной из крупнейших кастелл Ордена в Ливонии и Пруссии. В Цесисе, подобно как и в других замках Тевтонского ордена, чердаки и подвалы использовались для хранения продуктов и прочих необходимых запасов. На первом этаже располагались разнообразные хозяйственные помещения, например, кухня, пекарня, пивоварня. На втором этаже находились помещения для братьев Ордена — капелла, зал капитула, ремтер (трапезная) и дормиторий (общая спальня), а также покои для приёма высокопоставленных чиновников Ордена.
В настоящее время двор главного замка окружён стенами лишь с двух сторон, однако ранее корпуса замка окружали двор со всех четырёх сторон. Северная и западная стены разрушены во время осад 1577 и 1578 годов.

### Форбурги
Полукругом вокруг главного замка, окружённые высокими стенами, располагались просторные хозяйственные дворы — форбурги. Также они служили как внешняя линия обороны для дополнительного укрепления замка. В мирное время здесь кипела хозяйственная жизнь. Неизвестно точно, когда были устроены форбурги Цесисского замка, но зафиксированные на самых старых известных планах объёмы связаны, вероятнее всего, с перестройкой замка на рубеже XV и XVI столетий, когда укрепления приспосабливали к реалиям использования артиллерии.
На юг от главного замка, окружённый высокой защитной стеной, находится первый форбург. Здесь располагались кузни, мастерские сапожников, шорников и других ремесленников, дровяные сараи, склады и конюшни. Здания первого форбурга были уничтожены во время русской осады 1577 года.
Самые старые письменные свидетельства про сравнительно небольшой второй форбург сохранились в документе 1590 года. В это время попасть во двор форбурга можно было через башню, которую в XVII веке отмечена на планах, как «ворота замка». Перед башней находился частокол и наполненный водой ров, через который был переброшен подъёмный мост из металлических прутьев на металлических цепях. Вход в надвратную башню закрывала подвешенная на «толстых и крепких цепях» железная решётка, за которой были установлены створы ворот из массивного дерева, укреплённые железными гвоздями с широкими шляпками. После польско-шведской войны второй форбург стал превращаться в хозяйственный двор Цесисского замкового поместья. Здесь, вдоль древней оборонительной стены, расположились дома для управляющего и работников, конюшня, каретный сарай, хлев и другие постройки.
Территорию третьего форбурга по большей части занимал глубокий овраг, а несколько построек уместились на небольшом клочке земли между северным склоном оврага и защитной стеной. В конце XVI века здесь находились амбар для солода, сушилка для зерна, а также конюшня на 60 лошадей.

## Фотогалерея
- Вид на замок с башни Нового замка
- Вид на Цесисский замок и двор первого форбурга
- Средневековый огород Цесисского замка